# 嵎夷
嵎夷，為東夷之一支，活動於今中華人民共和國山東省膠東半島一帶。相傳在堯時就已存在，一說源自於萊夷。

## 概論
嵎夷的記載最早見於《尚書》，據說堯曾派羲和前來統治。嵎夷居住在青州之地。
馬融認為，嵎夷是指居住在海邊的萊夷。
宋朝薛士龍在《書古文訓》中，認為嵎夷居住在登州。
清朝胡渭在《禹貢錐指》中認為，嵎夷為日本人的先祖。

## 現代研究
中華人民共和國學者苗威、王文厚、朴文英等人認為，嵎夷即島夷、良夷與明夷，為居住在朝鮮半島漢朝樂浪郡的土著民族。